# Hanns Dustmann

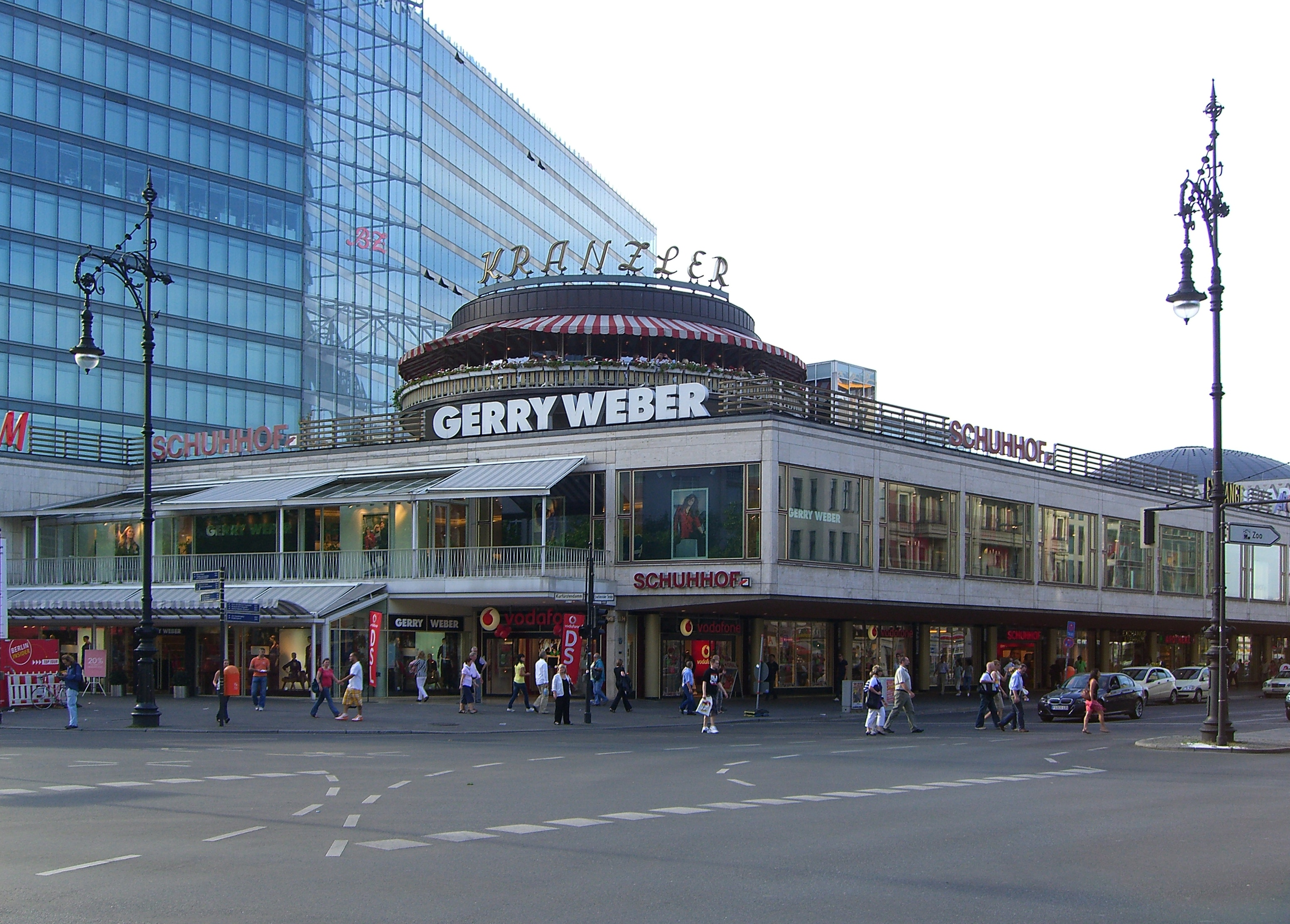
Das Café Kranzler am Berliner Kurfürstendamm.

Hanns Dustmann (* 25. Mai 1902 in Herford-Diebrock; † 26. April 1979 in Düsseldorf) war ein deutscher Architekt.

## Werdegang
Hanns Dustmann erwarb am humanistischen Friedrichs-Gymnasium Herford die allgemeine Hochschulreife und studierte in den Jahren 1922 bis 1928 an der Technischen Hochschule Hannover und 1924 kurzzeitig an der Technischen Hochschule München. Nach bestandenem Diplom arbeitete er in den Jahren 1928 und 1929 im Preußischen Hochschul-Neubauamt Hannover. Von 1929 bis 1933 war Hanns Dustmann Mitarbeiter von Walter Gropius in Berlin sowie Angestellter im Reichsbankbaubüro Berlin bei Heinrich Wolff. Ab dem Jahre 1935 betätigte er sich als freischaffender Architekt und war zunächst nebenamtlich beim Kulturamt der Reichsjugendführung der NSDAP beschäftigt. Im Jahre 1937 wurde Dustmann schließlich Chefarchitekt des Kulturamtes und der Bauabteilung der Hitlerjugend. Von Baldur von Schirach wurde Dustmann zwei Jahre später zum „Reichsarchitekten der Hitlerjugend“ ernannt.
In den folgenden Jahren beschäftigte sich Hanns Dustmann mit den nationalsozialistischen Städtebauplänen für den Umbau Berlins und Groß-Wiens. In den Jahren 1938 bis 1943 arbeitete er im Büro Albert Speers und wurde 1941 einer der „Beauftragten Architekten des Generalbauinspektors für die Reichshauptstadt“. In den Jahren 1940 bis 1942 war Dustmann Baureferent für die Neugestaltung Wiens unter Schirach verantwortlich, wo er im arisierten Palais Albert Rothschild ein Zweitbüro mit 40 Mitarbeitern unterhielt. Am 1. Februar 1943 wurde er als ordentlicher Professor für Entwerfen an die TH Berlin berufen und ab dem Winter 1943 von Speer zur Wiederaufbauplanung von Düsseldorf, Frankfurt am Main, Mainz sowie zur Beratung der Planungen für Stuttgart und Friedrichshafen in den Arbeitsstab für den Wiederaufbau bombenzerstörter Städte herangezogen. Dustmann stand 1944 in der Gottbegnadeten-Liste des Reichsministeriums für Volksaufklärung und Propaganda.
Anfang 1945 ließ sich Dustmann zunächst als selbstständiger Architekt in Bielefeld nieder, verlegte aber sein Hauptbüro 1953 nach Düsseldorf, wo er im Rahmen des Wiederaufbaus des im Krieg zerstörten Düsseldorf tätig wurde. Hier war er ab 1949 mit Friedrich Tamms als dessen Mitarbeiter in den Düsseldorfer Architektenstreit involviert.
Bis zu seinem Tod beschäftigte er sich vor allem mit der Planung von Banken, Versicherungen (Allianz, Victoria, Vorsorge) und Bürobauten wie von 1964 bis 1969 in der alten Bundeshauptstadt Bonn, wo er im Regierungsviertel das Gebäudeensemble Tulpenfeld  errichtete. Auch der nicht durchgeführte Neubau des Hauptquartiers der BAOR in Bad Oeynhausen wurde 1951 von ihm geplant.

## Bauten und Entwürfe
- 1937: Hermann-Göring-Heim Melle

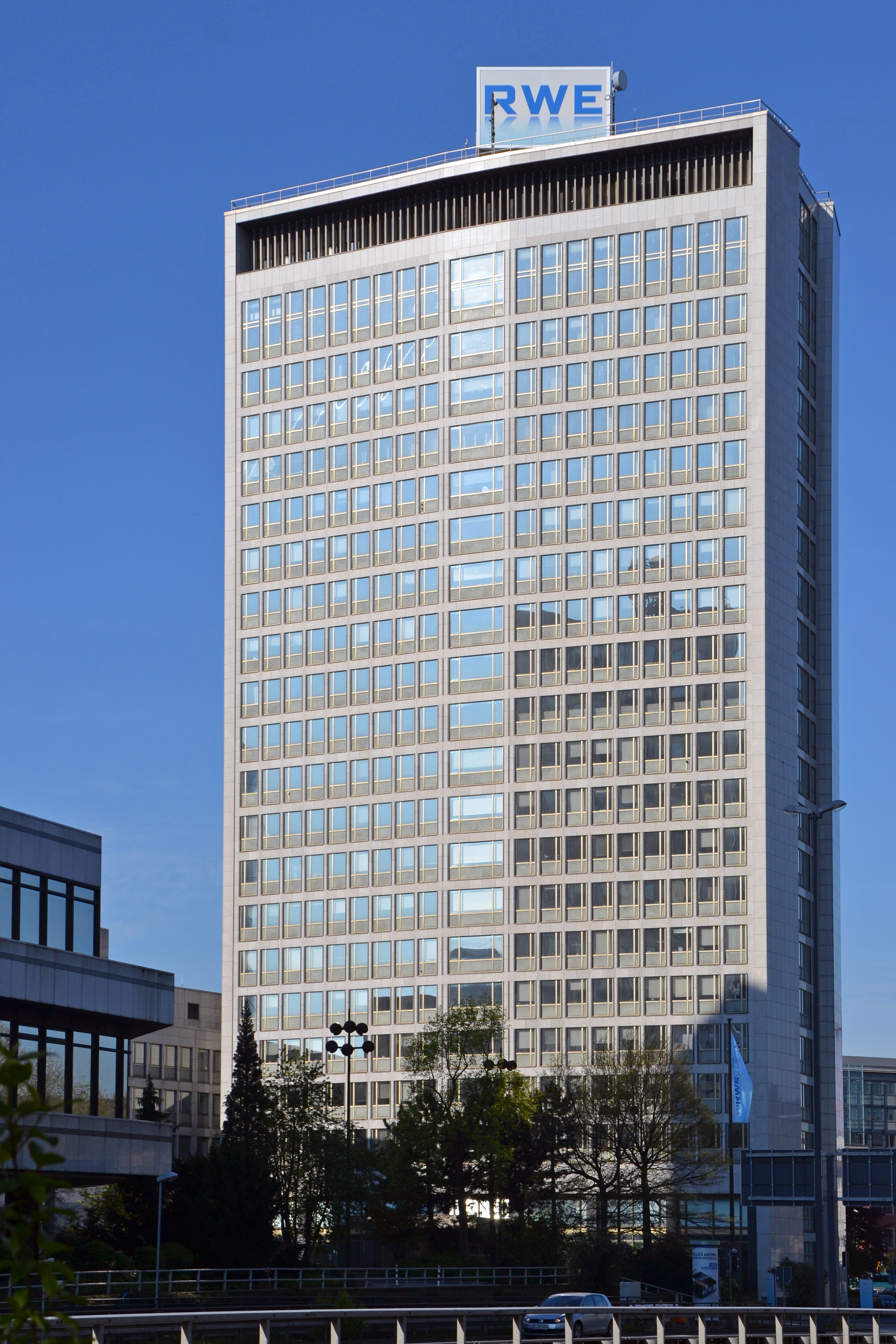
RWE-Hochhaus in Essen (Zustand 2016)

- 1938: Adolf-Hitler-Schule „Kurmark“ in Potsdam, Entwurf
- 1938: Adolf-Hitler-Schule „Mecklenburg“ in Heiligendamm, Bau nach Herstellung der Fundamente eingestellt
- 1938: Gebietsführerschule der schwäbischen Hitlerjugend in Gerlingen, Rohbau. (1949–1953 Umbau durch Karl Beer zur „Tuberkulose-Heilstätte Solitude“)
- ab 1940: Umgestaltung des Wiener Heldenplatzes als NS-Aufmarschplatz (unverwirklichte Pläne in Zusammenarbeit mit Adolf Hitler und Baldur von Schirach)
- ab 1949: Wiederaufbau des historischen Altstädter Rathauses in Bielefeld als „Theater am Alten Markt“
- 1954–1957: Bankgebäude der Niedersächsischen Landesbank (heute NordLB) in Hannover, Georgsplatz
- 1954–1958: Glanzstoff-Hochhaus in Wuppertal-Elberfeld
- 1955: Geschäftshaus Steinstraße 21 in Düsseldorf
- 1956: Bilka-Warenhaus in Berlin-Charlottenburg, Joachimsthaler Straße 5/6
- 1955–1963 (in vier Bauabschnitten): „Victoria-Areal“ mit Café Kranzler in Berlin-Charlottenburg, Kurfürstendamm (2000–01 teilweise abgerissen)[5]
- vor 1966: Hauptgebäude der Städtischen Sparkasse Göttingen, Weender Straße 67/69, nach Architektenwettbewerb[6]
- 1966: Sitzungssaal; Bezirksvertretung Brackwede (Bielefeld), besonders: Holzvertäfelung, Kronleuchter
- 1961: RWE-Hochhaus in Essen, Kruppstraße 5
- 1964: Bürozentrum (mit Botschaften und Bundespressehaus) auf dem Tulpenfeld in Bonn
- 1965: „Victoria-Hochhaus“  am Hauptbahnhof in Nürnberg, Bahnhofsplatz 2
- 1965–1968: Großsiedlung „Hustadt“ in Bochum-Querenburg
- 1966: Bürogebäude für den Deutschen Industrie- und Handelstag in Bonn
- 1968–1969: Sparkassen-Hochhaus in Dortmund
- 1980: RWE-Hochhaus in Essen, Huyssenallee 2 (2021 abgerissen)[7]